# Force de Défense de Papouasie-Nouvelle-Guinée
La Force de Défense de Papouasie-Nouvelle-Guinée (en anglais, Papua New Guinea Defence Force, PNGDF) est la force militaire de la Papouasie-Nouvelle-Guinée. Elle comprend un Élément d'Opérations terrestres, un Élément d'Opérations aériennes et un Élément d'Opérations maritimes.

## Histoire
Durant la Seconde Guerre mondiale, la Papouasie-Nouvelle-Guinée, sous administration australienne, est envahie par les Japonais. L'Australie organise des bataillons d'infanterie autochtones en Papouasie-Nouvelle-Guinée, qui deviennent en 1951 le régiment des Îles du Pacifique dans l'Armée australienne. En janvier 1973, ce régiment devient la Force de Défense de Papouasie-Nouvelle-Guinée, et passe sous contrôle du pays nouvellement indépendant en 1975.
Les forces armées de Papouasie-Nouvelle-Guinée sont déployées au Vanuatu en 1980, à la demande du gouvernement vanuatais de Walter Lini, pour réprimer le mouvement séparatiste Nagriamel sur l'île de Santo,.
En 1989 éclate une rébellion sur l'île papou-néo-guinéenne de Bougainville, et la Force de Défense y est déployée en aide à la police locale. Le mouvement séparatiste de l'Armée révolutionnaire de Bougainville enclenche la guerre civile de Bougainville contre l'armée nationale présente sur le territoire, et contre la Force de résistance de Bougainville hostile à la sécession. L'armée nationale, sous-payée et mal équipée, peine à réprimer la révolte, et commet des violations des droits de l'homme contre la population de Bougainville. Le gouvernement du Premier ministre Julius Chan fait appel en 1997 à une société militaire privée, Sandline International, contre la rébellion. En mars 1997, le commandant de la Force de Défense de Papouasie-Nouvelle-Guinée, le brigadier-général Jerry Singirok (en), fait arrêter et expulser les mercenaires de Sandline arrivés dans le pays, et prononce un discours demandant publiquement la démission du Premier ministre, du vice-Premier ministre et du ministre de la Défense. C'est l'« affaire Sandline (en) ». Le gouvernement le limoge, mais face aux manifestations publiques en faveur du général Singirok, c'est finalement Julius Chan qui démissionne. Le nouveau Premier ministre, Bill Skate, négocie la paix avec les rebelles de Bougainville, avec la médiation de la Nouvelle-Zélande,.
De 2003 à 2013, la Force de Défense de Papouasie-Nouvelle-Guinée participe à la Mission régionale d'assistance aux Îles Salomon, opération internationale de restauration de l'ordre et de la paix aux Îles Salomon, aux côtés des forces armées australiennes, néo-zélandaises et fidjiennes.
En janvier 2012, durant la crise constitutionnelle papou-néo-guinéenne de 2011-2012, le colonel à la retraite Yaura Sasa mène une mutinerie de vingt soldats, prenant en otage le brigadier-général et chef des forces armées Francis Agwi (en) pour exiger la restauration du gouvernement de Sir Michael Somare, remplacé par Peter O'Neill d'une manière jugée anticonstitutionnelle par la Cour suprême. Arrêté le même jour, le colonel Sasa est inculpé pour mutinerie.
Le commandant de la Force de Défense est Mark Goina, promu du rang de colonel à celui de major général lorsqu'il entre en fonction fin décembre 2021. Il succède au major général Gilbert Toropo (en), commandant de ces forces de 2015 à 2021 et qui quitte cette fonction pour devenir haut commissaire de Papouasie-Nouvelle-Guinée en Nouvelle-Zélande.

## Missions et composantes
L'une des missions de la Force de Défense est d'opérer le long de la frontière entre l'Indonésie et la Papouasie-Nouvelle-Guinée, la seule frontière terrestre du pays, et de répondre aux « incursions territoriales » dont les trafics de drogue et d'armes. Elle patrouille également les eaux territoriales et les frontières maritimes du pays, en mer de Bismarck, en mer des Salomon, dans le golfe de Papouasie et dans le détroit de Torrès. Il s'agit notamment d'y réprimer la pêche illégale menée par des bateaux étrangers.
Autres que son intervention au Vanuatu en 1980 et aux Îles Salomon au début du XXIe siècle à la demande des gouvernements de ces pays, la Force de Défense de Papouasie-Nouvelle-Guinée n'est pas déployée dans des missions à l'étranger.

### Élément terrestre

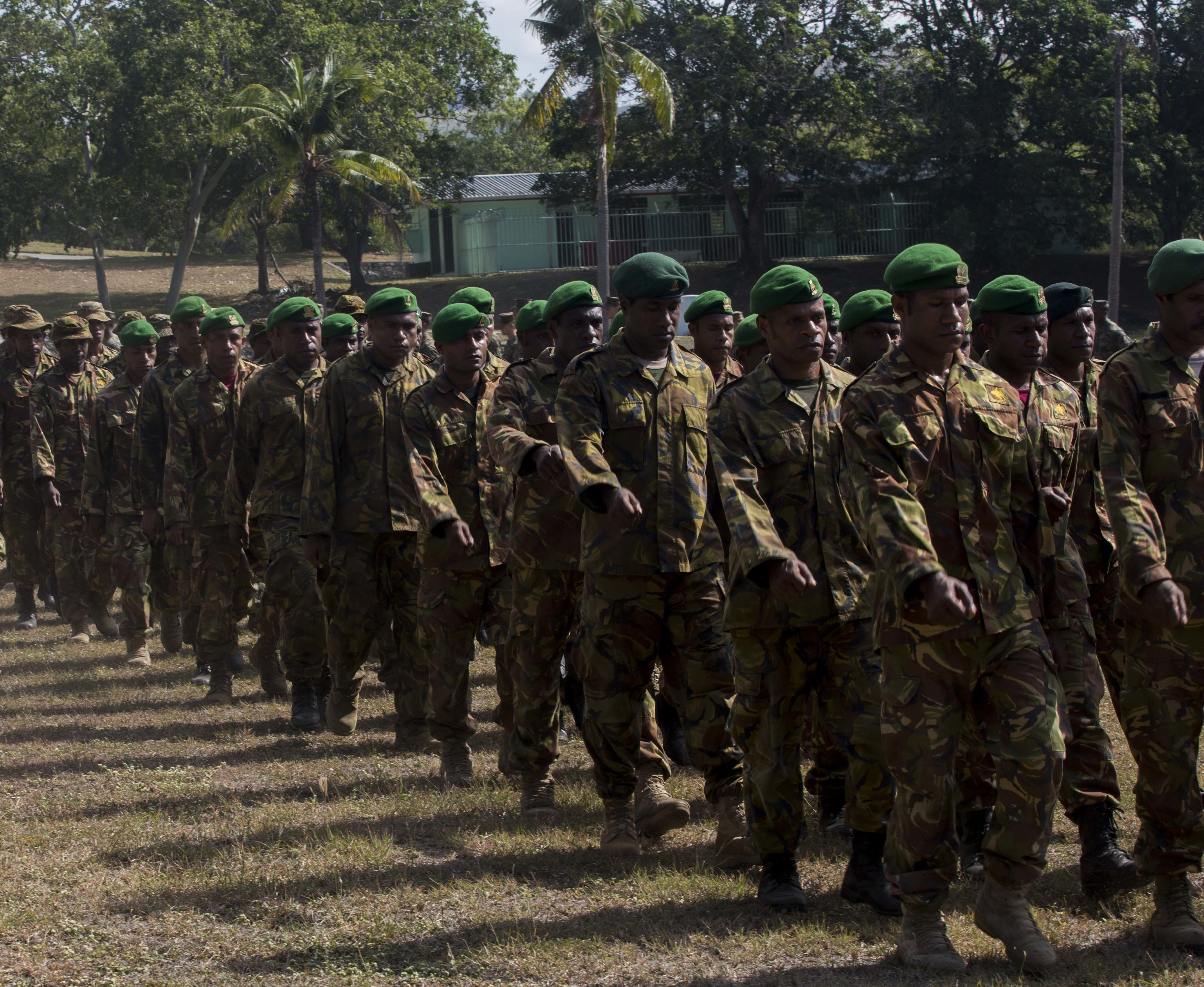
Soldats de la PNGDF.

L'Élément terrestre, équivalent à une armée de terre, comprend deux bataillons d'infanterie légère (les 1er et 2e bataillons du régiment royal des Îles du Pacifique, établis respectivement à Port-Moresby et à Wewak), un bataillon d'ingénierie à Lae, et d'un escadron d'informations et de communications à Port-Moresby.
Outre la défense du territoire national, l'Élément terrestre a pour missions de participer à des opérations de sécurité intérieure aux côtés de la police, et de participer à des opérations humanitaires d'aide aux populations sinistrées par des désastres naturels. Les trois bataillons, à la fois d'ingénierie et d'infanterie, construisent par ailleurs « des routes, des ponts et d'autres infrastructures dans les régions où les entreprises privées ne veulent pas s'engager, pour des raisons de sécurité », la criminalité étant élevée dans de nombreuses parties du pays.

### Élément maritime

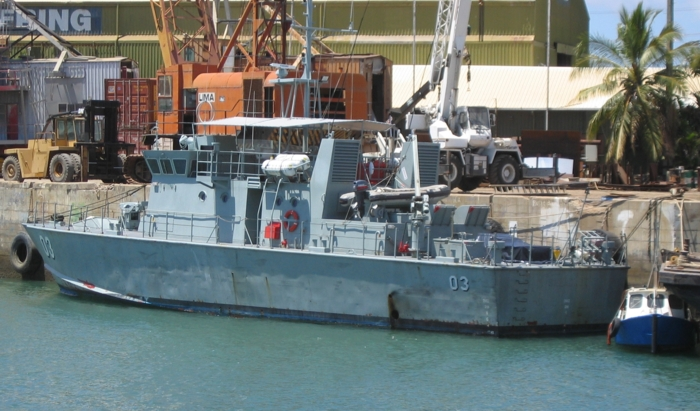
Le navire HMPNGS Seeadler (Her Majesty's Papua New Guinea Ship Seeadler) en 2004.

L'Élément maritime, équivalent à une marine militaire, est équipée de quatre patrouilleurs de classe Pacific (en) et de deux péniches de débarquement lourdes de classe Balikpapan, toutes construites et offertes par l'Australie.
La mission de l'Élément maritime, doté de deux bases navales à Port-Moresby et sur l'île de Manus, est de protéger les eaux territoriales du pays, ainsi que d'apporter un soutien logistique à l'Élément terrestre de la force armée.

### Élément aérien

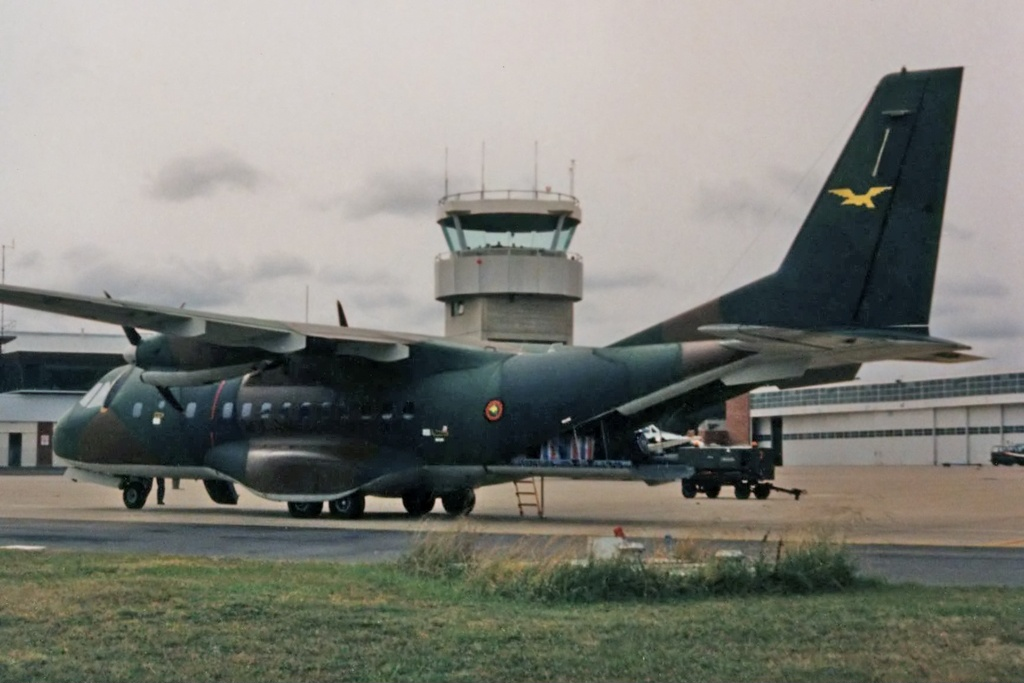
Avion CASA CN-235 de la PNGDF à la base aérienne de Fairbairn en Australie en 1992.

L'Élément d'Opérations aériennes est la composante aérienne militaire de la Force de Défense. Elle est composée d'un unique escadron, l'Escadron de Transport aérien, qui dispose uniquement de deux hélicoptères Bell 212 prêtés par l'Australie, et d'un avion de transport CASA CN-235. L'Élément aérien « souffre d'un manque chronique d'équipements et de financement ». Sa mission est d'agir en support à l'armée de terre, notamment en termes de ravitaillement, et de participer aux évacuations médicales lors d'opérations humanitaires,.

## Relations internationales

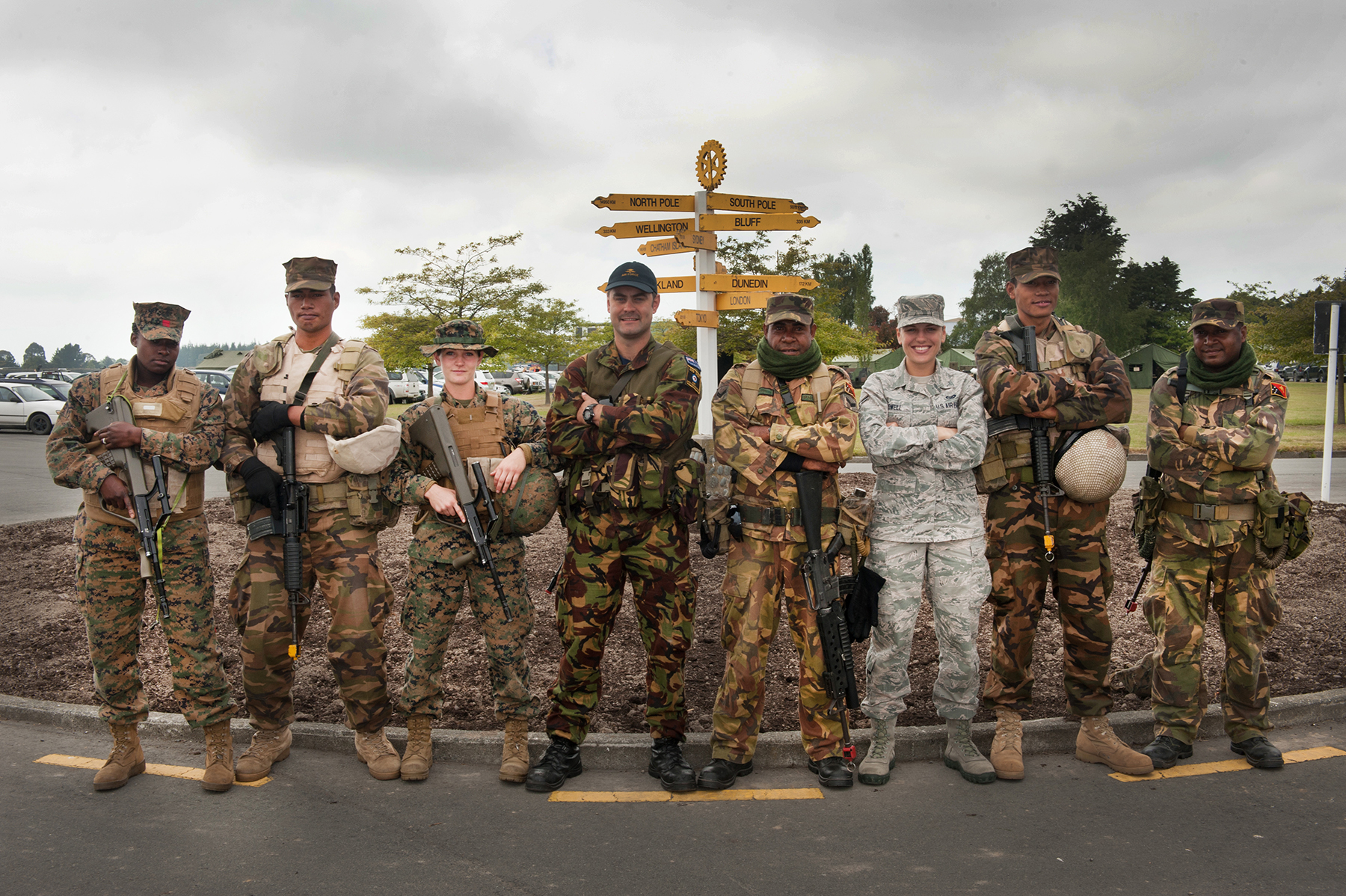
Soldats papou-néo-guinéens, néo-zélandais et américains lors d'exercices conjoints en Nouvelle-Zélande en 2013.

La Papouasie-Nouvelle-Guinée a signé en 2013 un accord de coopération avec l'Australie en matière de défense. Cet accord fonde entre autres des programmes de formation de personnels militaires papou-néo-guinéen par des instructeurs australiens, des exercices militaires conjoints, et une aide apportée par la Royal Australian Navy à l'Élément maritime de la Force de Défense de Papouasie-Nouvelle-Guinée. La Papouasie-Nouvelle-Guinée, de son côté, a déployé des membres de son bataillon d'ingénierie et de son 1er bataillon d'infanterie pour aider l'Australie à lutter contre les feux de brousse de 2019-2020 en Australie.
La Force de Défense de Papouasie-Nouvelle-Guinée entretient également une relation avec les Forces armées des États-Unis, faite « principalement d'exercices humanitaires conjoints et de la formation de personnels militaires papou-néo-guinéens » par les Américains. Des personnels papou-néo-guinéens sont aussi formés par la Force de Défense de Nouvelle-Zélande. Et les forces armées papou-néo-guinéennes participent à des exercices militaires conjoints avec les Forces armées de la France, pays allié.
Depuis 2006, la République populaire de Chine développe également des relations entre l'Armée populaire de libération et la Force de Défense de Papouasie-Nouvelle-Guinée. Des navires de la Marine chinoise, et notamment le navire-hôpital Daishan Dao, visitent régulièrement le pays ; des officiers de la Force de Défense sont formés en Chine ; et la Chine a fourni en 2017 soixante-deux divers véhicules à l'armée de terre papou-néo-guinéenne,.
En 2002, le ministre papou-néo-guinéen de la Défense Win Daki et le secrétaire d'État (ministre des Affaires étrangères) américain Antony Blinken signent un accord de partenariat bilatéral de défense et de sécurité entre la Papouasie-Nouvelle-Guinée et les États-Unis. Les États-Unis s'engagent à investir dans la sécurité du pays et à coopérer en la matière, et obtiennent un accès militaire aux ports et aux aéroports de Papouasie-Nouvelle-Guinée, pour une présence militaire américaine dans le pays. Les Américains formeront des soldats papou-néo-guinéens, et aideront la Force de Défense de Papouasie-Nouvelle-Guinée à contrôler ses eaux territoriales face aux activités de pêche illégale et aux trafics de drogue. En réponse à des manifestations étudiantes contre l'accord, le Premier ministre James Marape précise que les États-Unis ne seront pas autorisés à lancer d'opérations militaires extérieures depuis la Papouasie-Nouvelle-Guinée, et que les États-Unis investiront dans les ports, les aéroports, les routes, les communications et le réseau électrique du pays. L'Australie, alliée des États-Unis, accueille favorablement la signature de ce partenariat,.